# Corticium conigenum
Corticium conigenum är en svampart som beskrevs av Shear & R.W. Davidson 1944. Corticium conigenum ingår i släktet Corticium och familjen Corticiaceae.   Inga underarter finns listade i Catalogue of Life.